# Джордж, Филлис
Филлис Энн Джордж (25 июня 1949, Дентон, Техас — 14 мая 2020, Лексингтон, Кентукки или Лексингтон, Кентукки) — американская бизнес-леди, актриса и спортивный комментатор. В 1975 году Джордж была нанята в качестве репортёра и соведущей шоу CBS Sports The NFL Today, став одной из первых женщин, занявших должность в эфире национального телевизионного спортивного вещания. Она также была первой леди Кентукки с 1979 по 1983 год.
Она выиграла конкурс Мисс Техас в 1970 году и была коронована как Мисс Америка 1971 года.

## Ранние годы
Филлис Энн Джордж родилась у Дайанты Луизы Джордж (урождённой Когделл) (1919—2003) и Джеймса Роберта Джорджа (1918—1996) в Дентоне, штат Техас. Училась в Государственном университете Северного Техаса (ныне Университет Северного Техаса) в течение трёх лет, пока не победила в конкурсе Мисс Техас в 1970 году. В то время Техасский христианский университет присуждал стипендии победительницам этого конкурса. В результате Филлис покинула Северный Техас, поступила в TCU и обучалась там, пока той же осенью не выиграла корону «Мисс Америка». Была членом женского общества Zeta Tau Alpha. 

## Конкурсы красоты
Джордж впервые соревновалась за мисс Техас как мисс Дентон в 1969 году, заняв четвёртое место. В следующем году она соревновалась как Мисс Даллас и была названа Мисс Техас 1970, а 12 сентября 1970 года была коронована как Мисс Америка 1971. На мероприятии выступил Фронт освобождения женщин.
В августе 1971 года Джордж отправилась во Вьетнам с мисс Айова Шерил Браун; мисс Невада 1970 Вики Джо Тодд; мисс Нью-Джерси 1970 Хелой Юнгст; мисс Аризона 1970 Карен Шилдс; мисс Арканзас 1970 Донной Коннелли; её сменила Мисс Техас 1970 Белинда Мирик после того, как Джордж стала Мисс Америка. Все они участвовали в 22-дневном туре United Service Organizations для американских войск.
Во время своего годичного пребывания в качестве Мисс Америка Джордж появлялась на многочисленных ток-шоу, в том числе на трёх интервью на «Вечернем шоу Джонни Карсона».

## Карьера
Телевизионная карьера Джорджа началась в качестве ведущей комедийного шоу «Скрытая камера».

### CBS Спорт
В 1974 году продюсеры CBS Sports предложили Филлис Джордж стать спортивным комментатором. В следующем году она присоединилась к съёмочной группе The NFL Today, совместно проводя предматчевые шоу в прямом эфире перед играми Национальной футбольной лиги. Она была одной из первых женщин в США, сыгравших видную роль в освещении спортивных событий на телевидении. Как бывшую королеву красоты с ограниченным опытом работы на телевидении её критиковали за то, что она не обладала достаточной квалификацией спортивного комментатора. После трёх сезонов в The NFL Today её заменила другая королева красоты, Джейн Кеннеди. Джордж вернулась в шоу в 1980 году и оставалась там до 1984 года. Она стала известна благодаря интервью со спортсменами. Ханна Сторм, ведущая спортивного центра ESPN, назвала Джордж «настоящим первопроходцем» за то, что она был вдохновляющим образцом для подражания для женщин, которые хотели сделать карьеру в спортивном вещании.
Ещё одна обязанность Джордж в CBS Sports заключалась в освещении конных скачек, включая Preakness Stakes и Belmont Stakes. Кроме того, некоторая время она работала в телевизионной новостной версии журнала People в 1978 году и работала ведущей утреннего ток-шоу на телевидении в качестве соведущей CBS Morning News в 1985 году. Она также вела свое собственное ток-шоу в прайм-тайм, A Phyllis George Special 1994 года, в котором она брала интервью у тогдашнего президента Билла Клинтона, и ток-шоу 1998 года под названием Women’s Day на кабельной сети PAX. Джордж также появилась в качестве гостя на Маппет-шоу в 1979 году.

### Утренние новости CBS

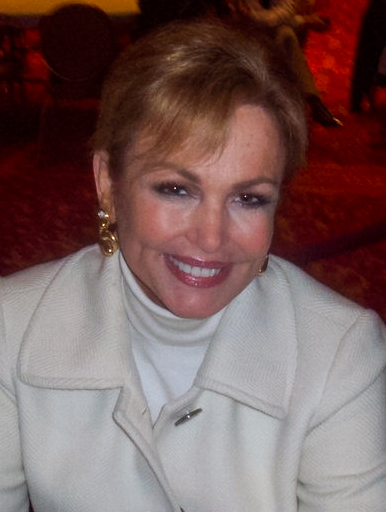
Джордж раздаёт автографы на конкурсе «Мисс Америка 2008»

В 1985 году CBS остановилась на Филлис Джордж, чтобы она стала постоянной ведущей своей утренней программы новостей. Джордж получила трёхлетний контракт после двухнедельного пробного запуска. В качестве соведущей она брала интервью у ньюсмейкеров, в том числе у тогдашней первой леди США Нэнси Рейган.
Спад её восьмимесячного пребывания в CBS Morning News наступил, когда Джордж поставила себя в неловкое положение во время интервью в мае 1985 года с Гэри Дотсоном и Кэтлин Уэбб. Дотсона только что освободили после шести лет тюрьмы по обвинению в изнасиловании Уэбб. В конце концов Уэбб отказалась от обвинений, и Дотсон был освобожден. Оба появились в программе CBS в рамках совместного пресс-тура. Оба появлялись на NBC News и ABC News, а также в других СМИ. В завершении передачи Джордж предложила им пожать друг другу руки. После недолгих колебаний с их стороны и отказа от рукопожатия Джордж предложила им «обняться». Последовал краткий момент неловкости, но объятий не последовало. Приглашение обняться было сочтено крайне неуместным, что вызвало несколько телефонных звонков от разгневанных зрителей. Джордж также подверглась критике в прессе.
Согласно новостным сообщениям того времени, Джордж пригласили, чтобы повысить рейтинг многолетней программы, занимающей третье место. Сотрудники CBS News были озадачены тем, почему кого-то практически без опыта журналистики, выбрали из списка репортеров и ведущих CBS News. Джордж хорошо проявила себя в спортивном отделе, но раньше не работала в новостях. Этот эксперимент не удался, и всего через несколько месяцев Джордж уволили. Мария Шрайвер, в то время сотрудница CBS News, заняла её место в рамках очередного обновления программы.

### Деловая карьера
За свою деловую карьеру Джордж основала две компании, первой из которых была «Chicken by George» по производству куриного филе. В 1988 году, всего через два года, Джордж продала компанию Hormel Foods, которая согласилась управлять ею как отдельным подразделением. В 1991 году Джордж получила награду «Знаменитая женщина-бизнесмен года» от Национальной ассоциации женщин-предпринимателей.
В 2003 году она создала Phyllis George Beauty, которая продает линию косметики и средств по уходу за кожей через телевизионную торговую сеть HSN.
Она также написала или стала соавтором пяти книг: три о ремёслах, одна о диетах (её первая книга «Я люблю американскую диету», опубликованная в 1982 году) и последняя книга, опубликованная при её жизни, «Никогда не говори никогда» (2002).
Джордж основала Музей искусств и ремесел Кентукки и был заядлым коллекционером народного и традиционного искусства. Она также была одним из основателей Центра государственной политики Генри Клея.
Джордж вновь напомнила о себе в 2000 году, сыграв второстепенную роль в популярном фильме «Знакомство с родителями». Это была одна из её очень немногих ролей в кино.

## Личная жизнь
Джордж была замужем дважды. Её первый брак был с голливудским продюсером Робертом Эвансом, а второй — с владельцем Kentucky Fried Chicken и губернатором Кентукки Джоном Брауном-младшим. Джордж была первой леди Кентукки во время пребывания Брауна у власти. Во время брака с Брауном у неё было двое детей, Линкольн Тайлер Джордж Браун и Памела Эшли Браун, ставшая репортёром. Оба брака Джордж закончились разводами.
Филлис Джордж умерла от осложнений, вызванных истинной полицитемией, раком крови, 14 мая 2020 года в возрасте 70 лет в больнице Альберта Б. Чендлера в Лексингтоне, штат Кентукки.